# Урхель, Модест
Модест Урхель (Уржель) (кат. Modest Urgell i Inglada, 13 июня 1839, Барселона — 3 апреля 1919, там же) — испанский (каталонский) художник и драматург.

## Биография
Из обеспеченной аристократической семьи. Мечтал о театре, но этому воспротивились родные. Окончил школу искусств и ремесел в Барселоне, где его наставником был Рамон Марти-и-Альсина. Посетил Париж, познакомился с Густавом Курбе. В 1870 году, спасаясь от эпидемии жёлтой лихорадки, переехал в провинциальный городок Олот, сблизился там с художником и скульптором, основателем школы пейзажной живописи Хоакином Вайредой, который повлиял на его творчество. Позже жил в Ареньс-де-Мар, Желиде, Тулузе.
С 1860-х годов выставлялся в Барселоне, где его вещи казались слишком радикальными и не имели большого успеха, и в Мадриде. Начиная с 1870-х годов получил известность и даже несколько премий на родине, в 1890-х годах его работы уже экспонировались в Филадельфии и Мюнхене. Основал Художественное и литературное общество Каталонии, Художественный и археологический музей в Жироне, с 1894 года преподавал в alma mater, среди его учеников — Э. Англада Камараса. Выступал также как художник-оформитель. В 1902 году был принят в Академию художеств Барселоны.
Автор нескольких пьес на каталанском языке, оставил автобиографическую книгу «El murciélago. Memorias de una patum» (рус. Нетопырь. Воспоминания праздничной фигурки, 1913).
Сын — художник-пейзажист Рикард Урхель (1873—1924).

## Художественная манера
Основной жанр Урхеля — пейзаж, нередко приморский. Его работы, на которых очень редко — и обычно не на первом плане — появляется фигура человека, а чаще фигурируют руины и надгробья, отличаются удивительной гармоничностью и, вместе с тем, проникнуты крайней меланхолией. Его манеру критики сближали с романтизмом (Каспар Давид Фридрих) и неоромантизмом (Бёклин)

## Наследие
Работы художника находятся в музеях Барселоны, Жироны, Луго, Пальмы-де-Майорка, а также за рубежом (в Гамбургском кунстхалле и др.).

## Галерея

Некоторые работы
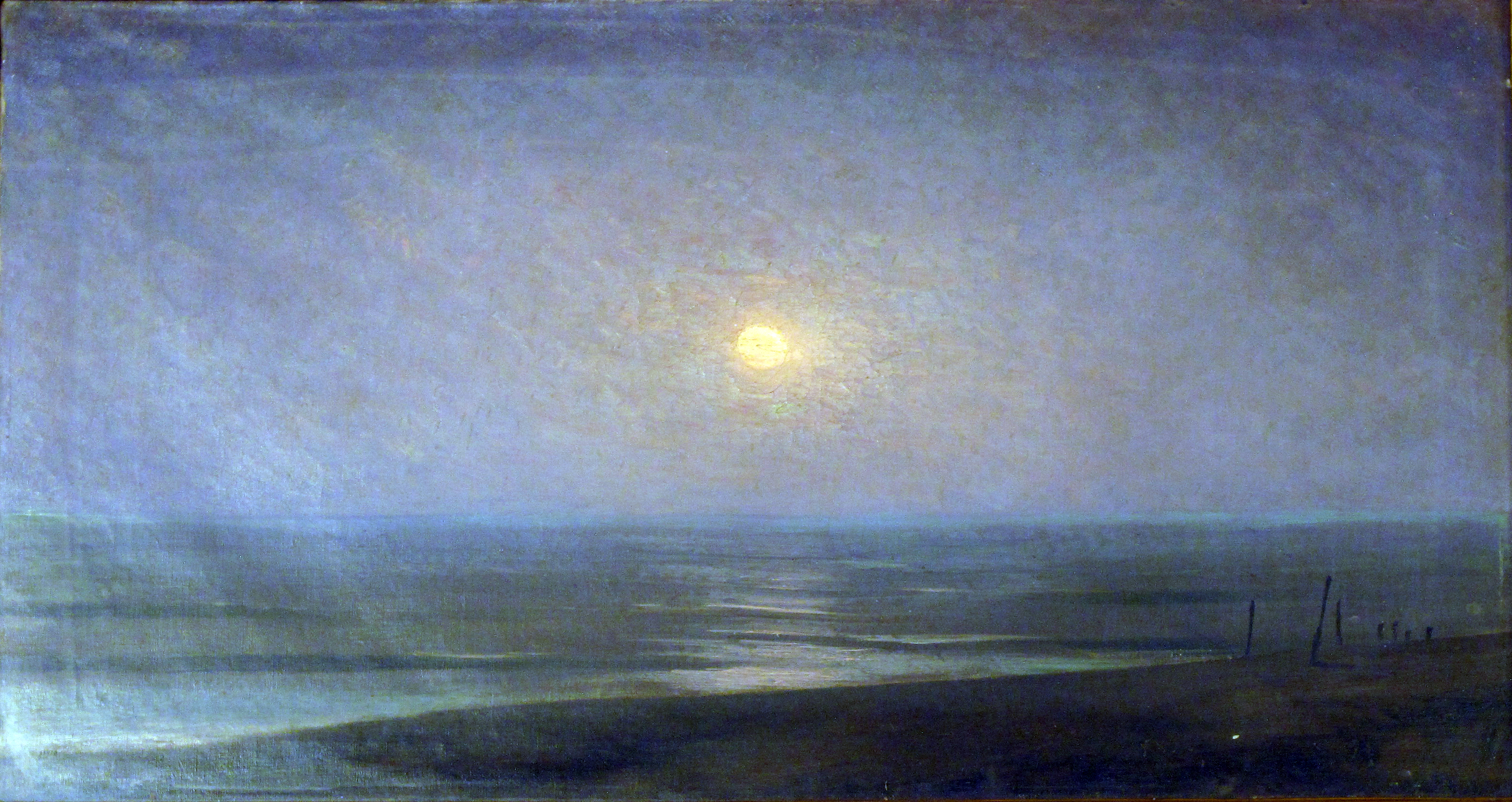
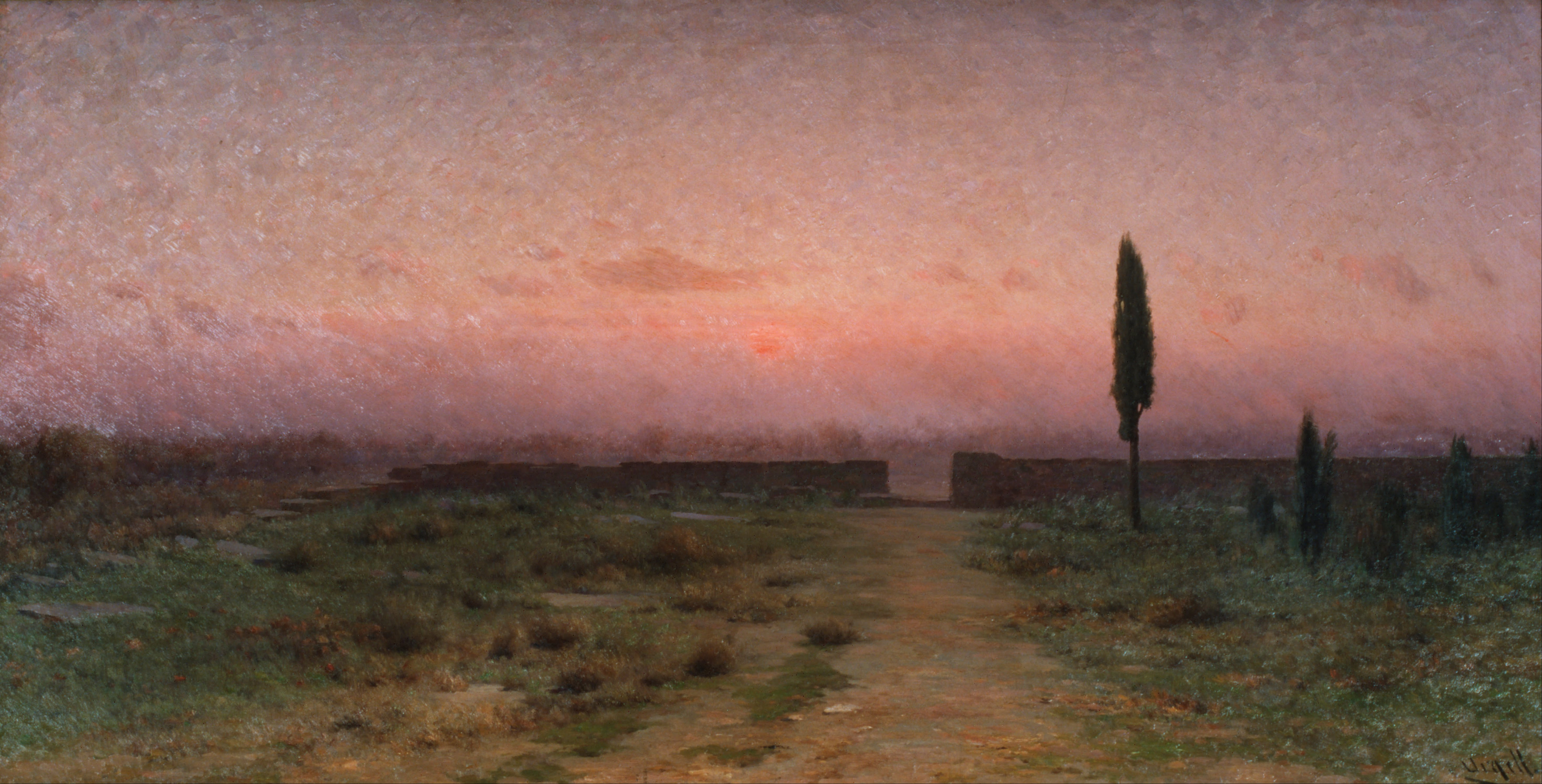
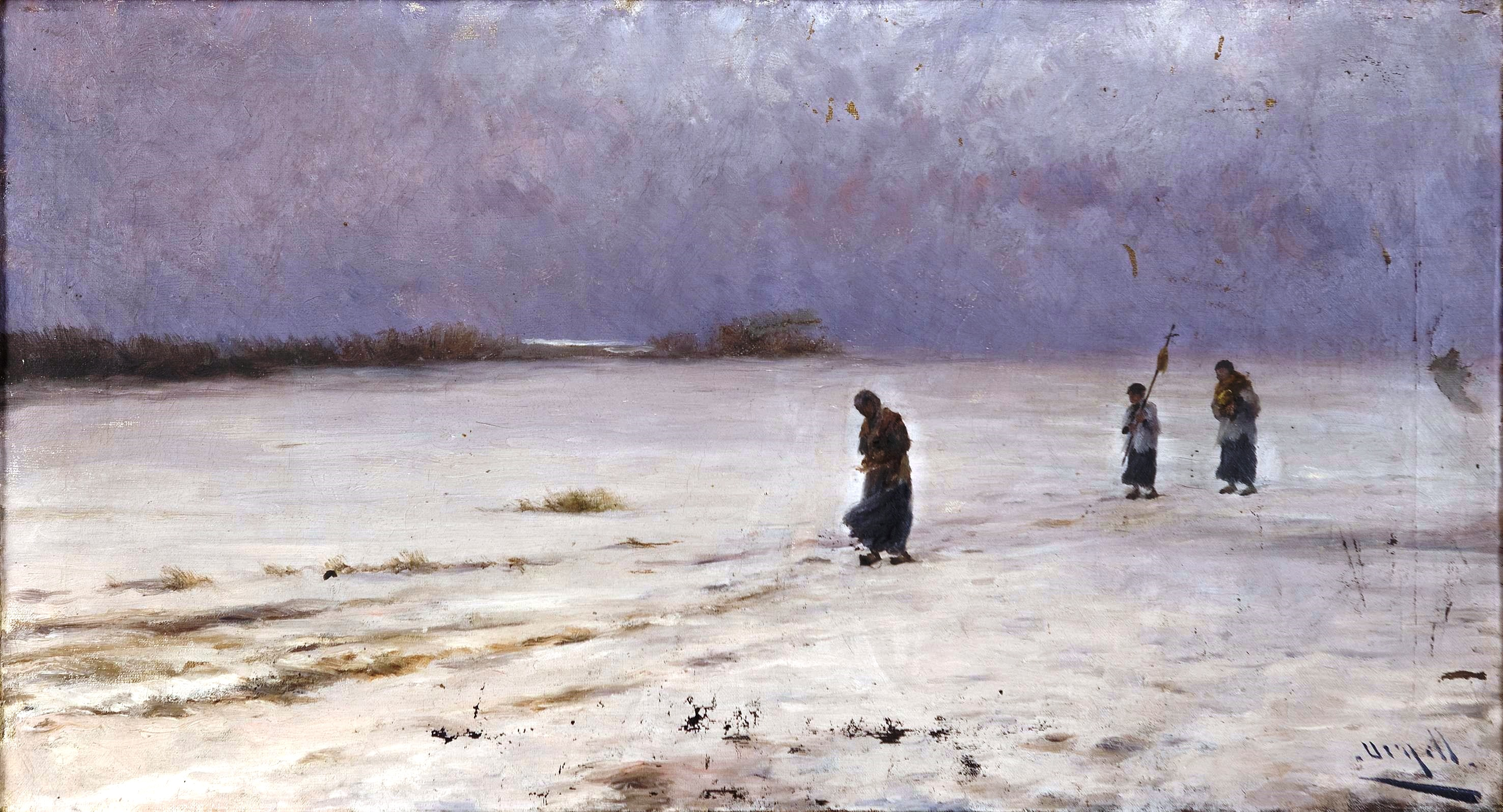
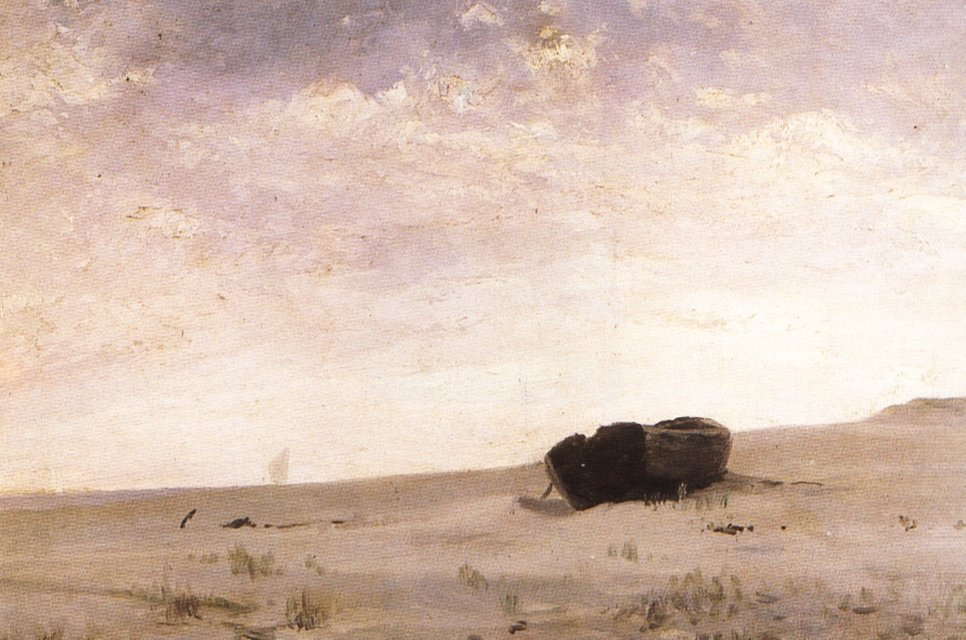
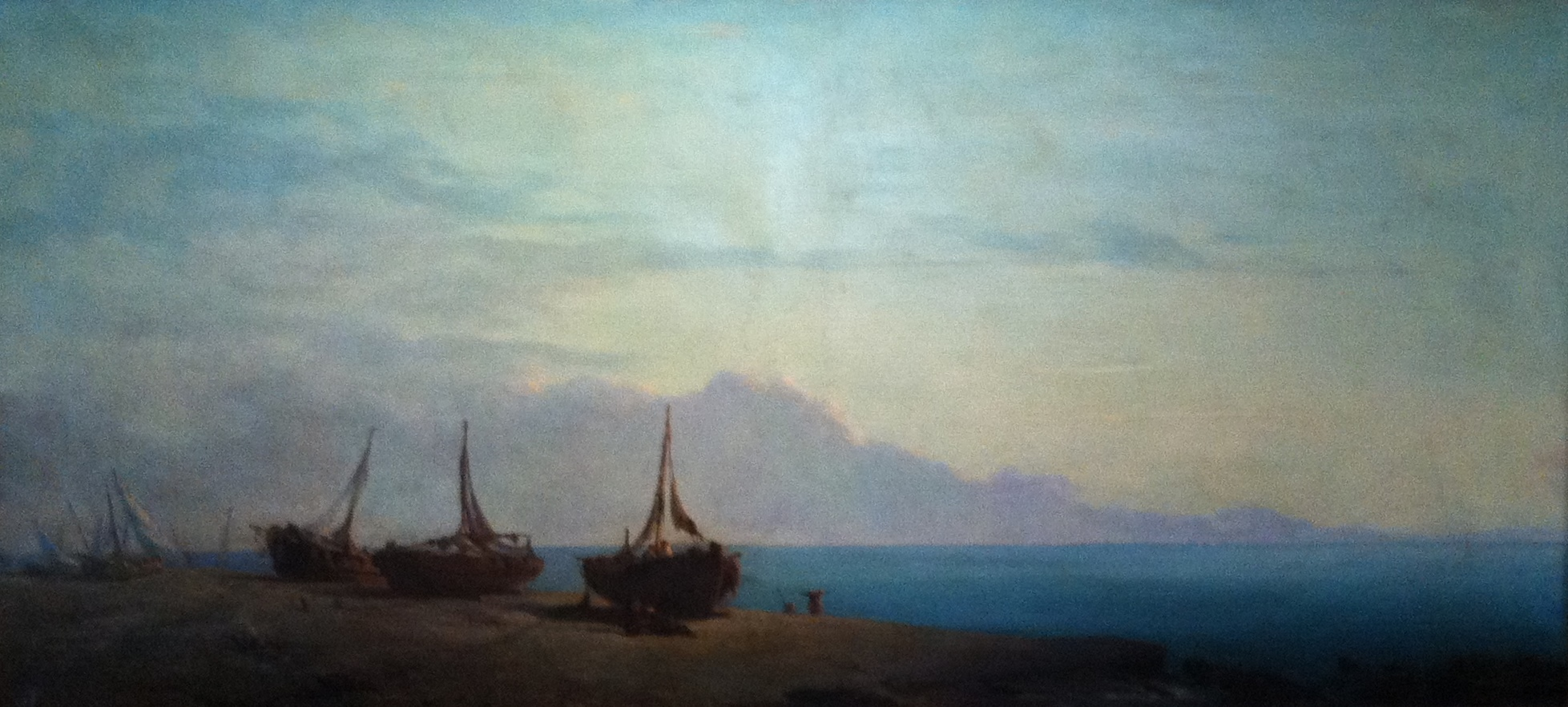
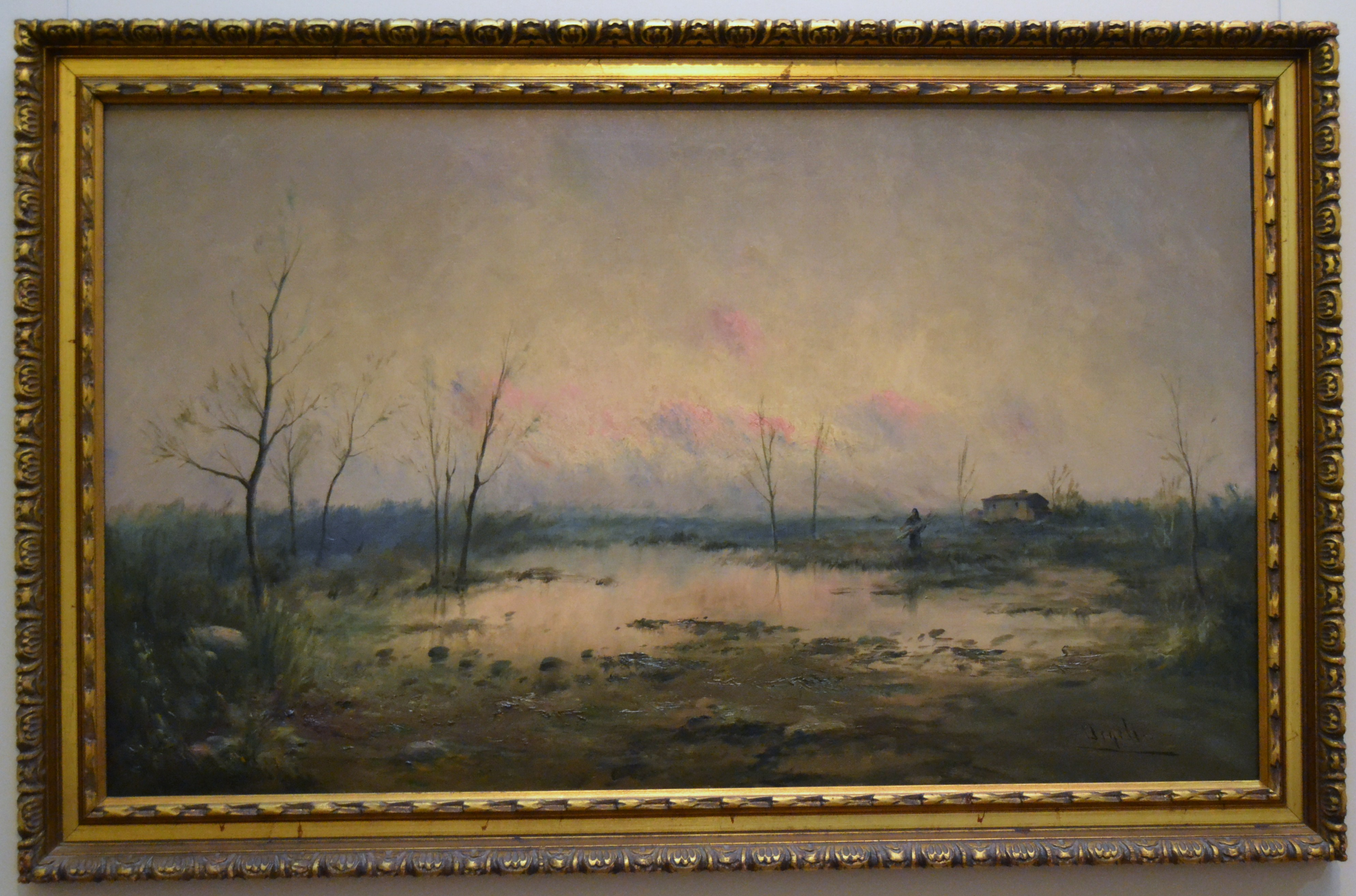